# Ciborio (arquitectura)

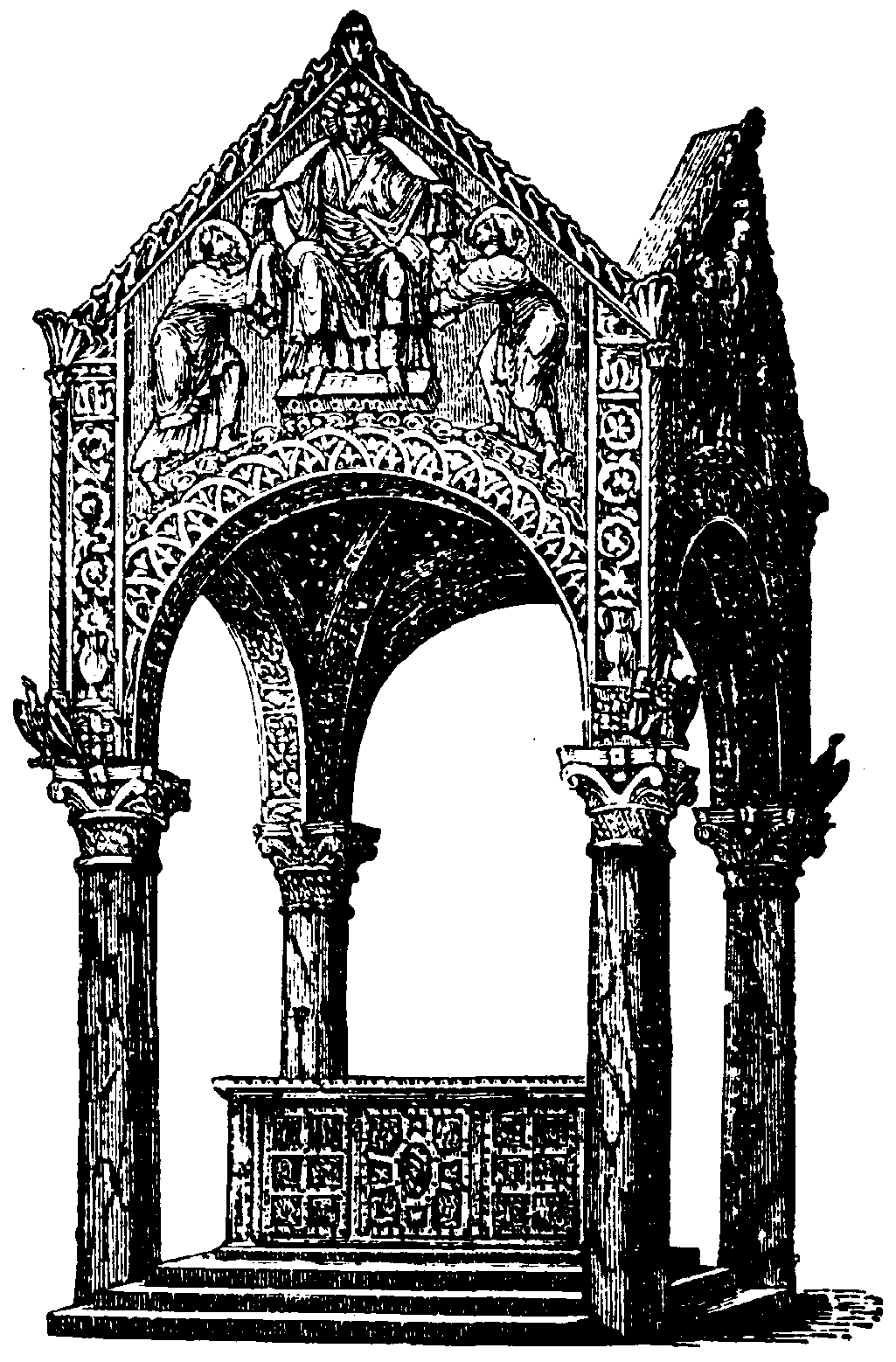
Altar y ciborio en San Ambrosio de Milán.

Un ciborio (del griego: κιβώριον, ciborion; latín: ciborium, "copa", "copón") es un elemento arquitectónico consistente en un baldaquín que corona un altar o tabernáculo, especialmente en los templos cristianos antiguos.
Se apoya generalmente en cuatro columnas de madera, piedra o metal, unidas entre sí mediante arcos y cubiertos por un techo plano o con forma de pequeña cúpula. Tiene como finalidad proteger y resaltar el altar o, específicamente, el Sagrario que es el lugar en el cual se deposita el copón, con la reserva Eucarística.
Puede ser considerado un sinónimo de baldaquín o baldaquino, hablándose de «ciborio» en la arquitectura paleocristiana, bizantina y románica, y «baldaquino» a partir del renacimiento. Para la época gótica puede verse usado uno u otro término. 

## Historia

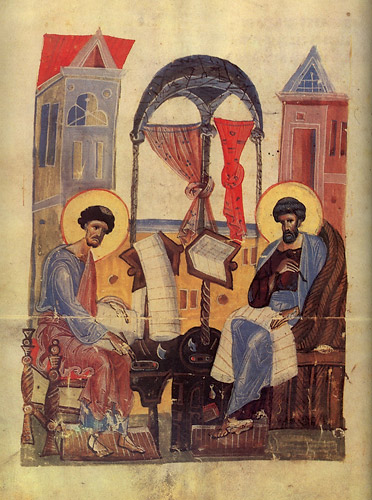
Evangelios de Yaroslavl del, con ciborio con cortinajes en el centro, motivo común en retratos de evangelistas.

El ciborio surgió en el contexto de una amplia gama de doseles, tanto honoríficos como prácticos, utilizados en el mundo antiguo para cubrir tanto a personas importantes como imágenes u objetos religiosos. Algunos de ellos eran temporales y portátiles, incluidos los que utilizaban palos, tejidos u otras estructuras permanentes. Los emperadores romanos aparecen a menudo debajo de una estructura de este tipo, a menudo llamada edículo, término que se reserva en el uso arquitectónico moderno a una estructura en forma de nicho adosada a una pared, pero que originalmente se utilizaba de forma más amplia. Pueden verse ejemplos en muchas monedas, en el Disco de Teodosio, en el Cronógrafo del 354 y en otras obras de la antigüedad tardía. El Sanctasanctórum del Templo judío de Jerusalén, una estancia cuya entrada estaba cubierta por el parochet, una cortina o "velo", fue considerado sin duda un precedente por la Iglesia. La naos que contenía la imagen de culto en un templo egipcio es quizá una estructura comparable.
La estructura independiente en forma de ciborio que se erigía sobre lo que se creía que era la tumba de Jesús en la iglesia del Santo Sepulcro de Jerusalén se denominaba edículo, y era un lugar de interés para los peregrinos, a menudo representado en obras de arte, por ejemplo en las ampollas de Monza. Esta estructura, erigida bajo Constantino el Grande, puede haber sido importante para difundir la idea de los ciborios sobre los altares. Los ciborios se colocaban sobre los santuarios de los mártires, sobre los que se construían iglesias, con el altar sobre el lugar que se creía era el de la sepultura.
Los primeros ciborios tenían varillas entre las columnas para poder colgar cortinajes para ocultar el altar de la congregación en algunos momentos de la liturgia. Las imágenes y las menciones documentales de los primeros ejemplos de ciborios a menudo muestran estos cortinajes llamados tetravela.
El tabernáculo cubierto por el ciborio, antes del Concilio de Trento, estaba colocado sobre una pared del presbiterio y, posteriormente, se ubicó en el centro del altar.

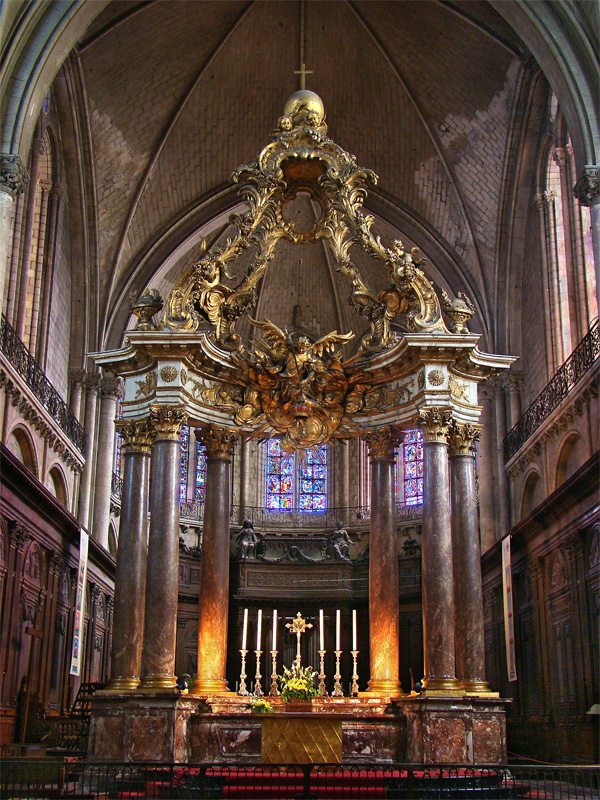
Catedral de Angers
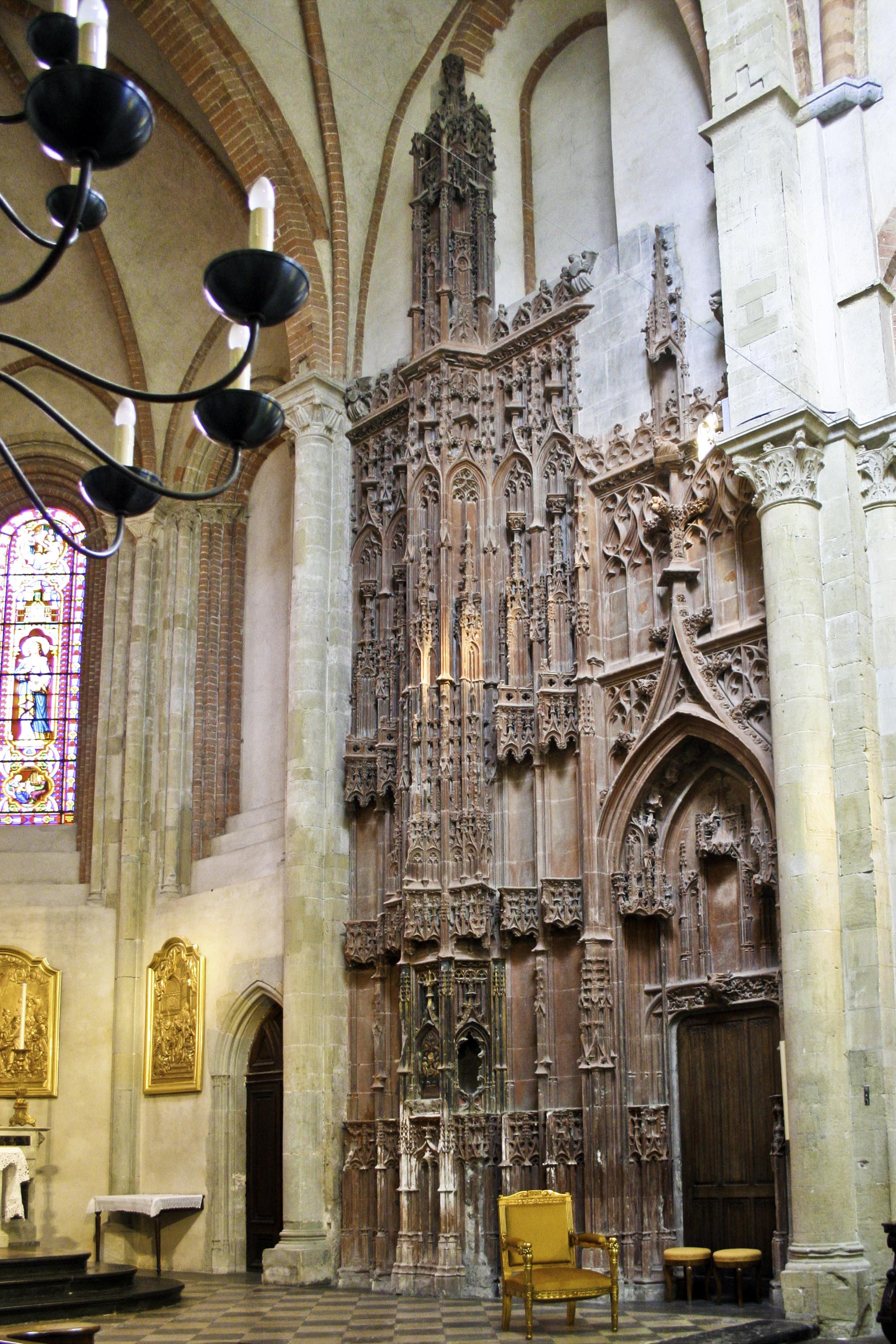
Catedral de Grenoble
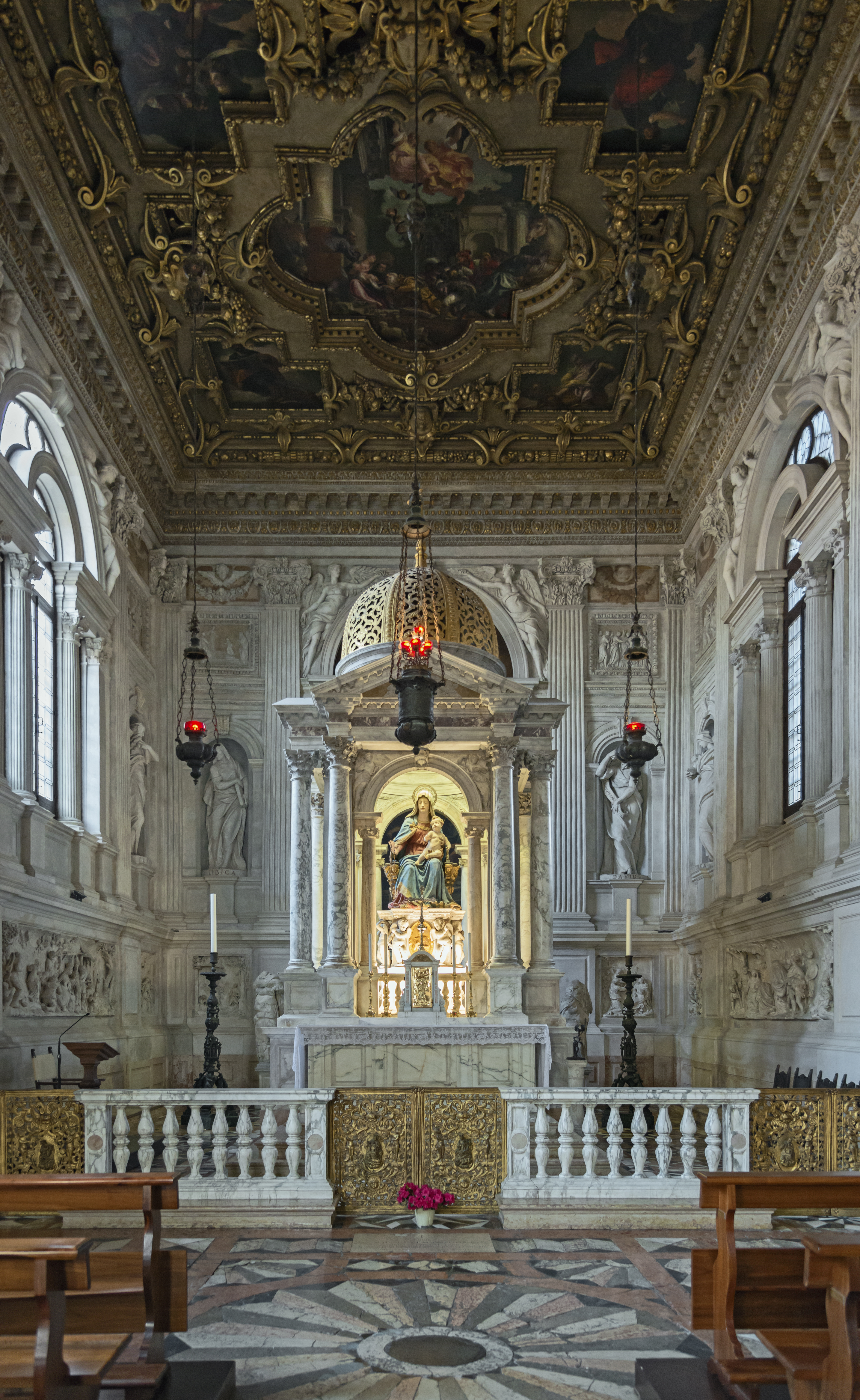
San Zanipolo (Venecia)
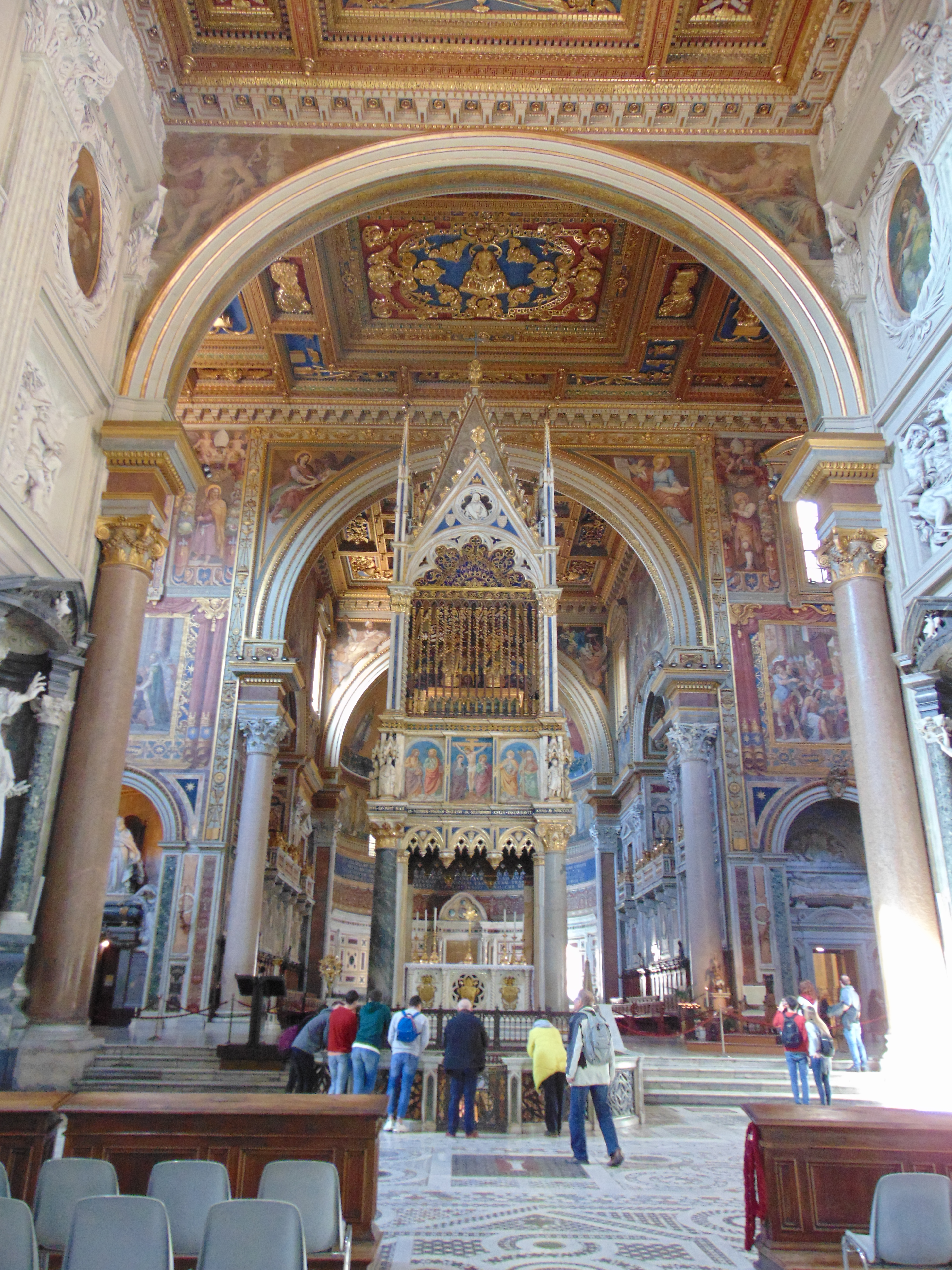
Archibasílica de San Juan de Letrán
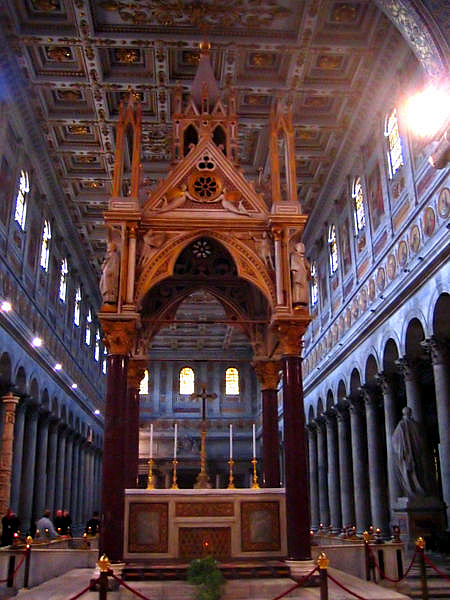
Basílica de San Pablo Extramuros
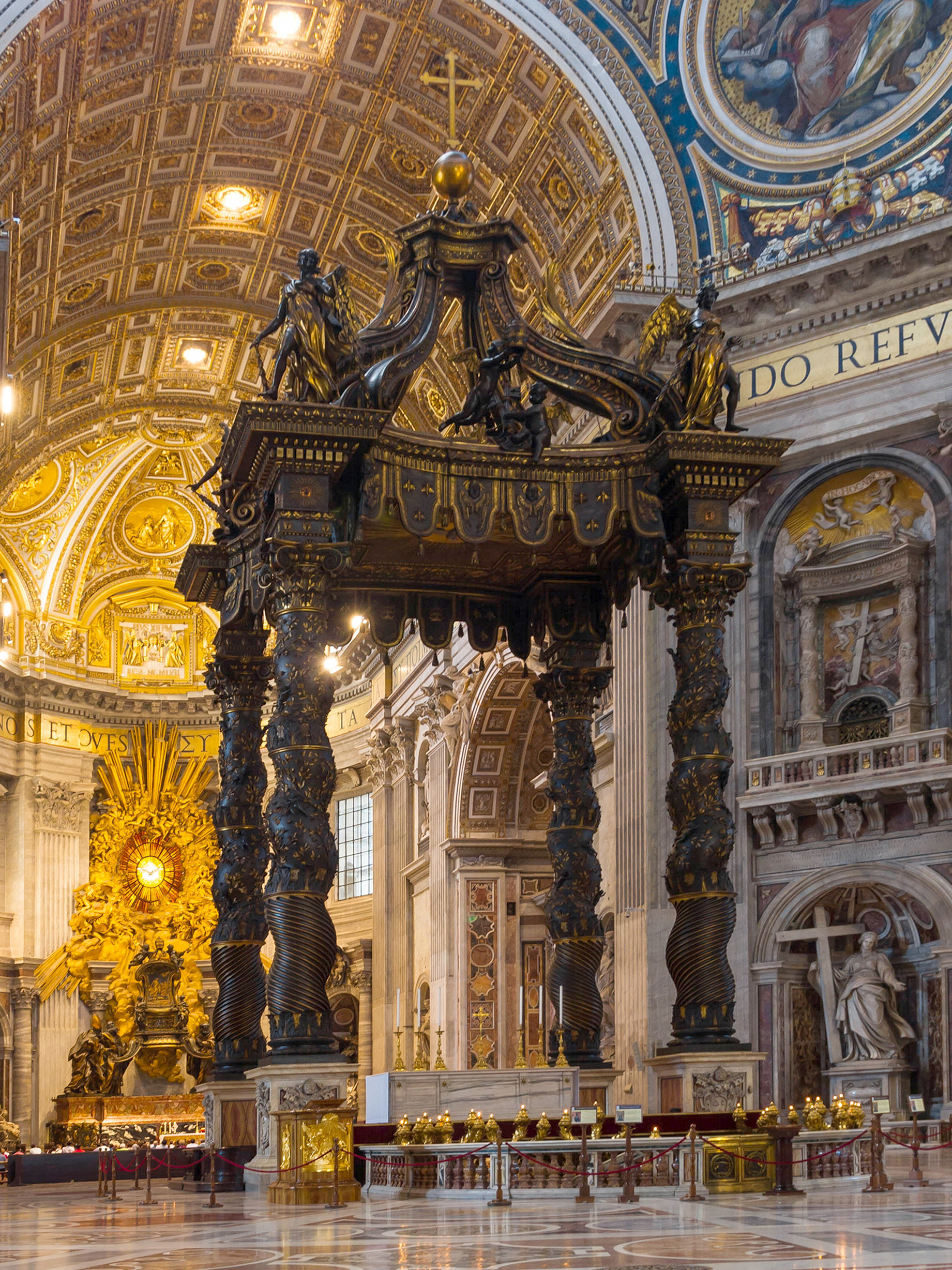
Baldaquino de la basílica de San Pedro
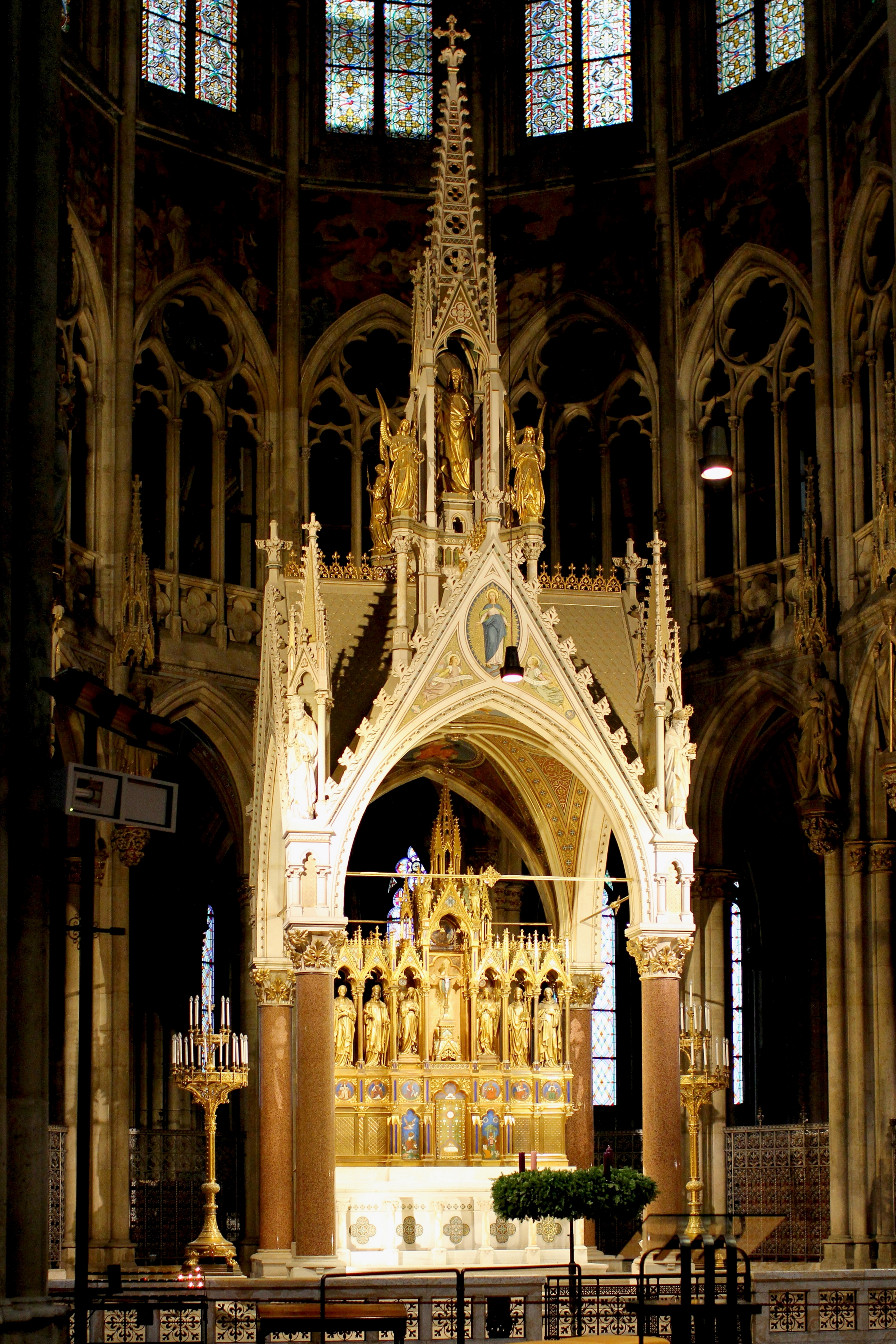
Iglesia votiva (Viena)